# کارمن (فیلم ۲۰۲۲)
کارمن (انگلیسی: Carmen) یک فیلم موزیکال درام به کارگردانی بنژامان میلپیه است که در سال ۲۰۲۲ منتشر شد و نخستین بار در جشنواره بین‌المللی فیلم تورنتو ۲۰۲۲ به روی پردهٔ سینما رفت.

## گزیدهٔ بازیگران
- ملیسا باررا
- پل مسکال
- روسی د پالما
- دی.او. سی
- السا پاتاکی
- تارا موریس